# Sveinn Björnsson
Sveinn Björnsson (27. února 1881 Kodaň, Dánsko – 25. ledna 1952 Reykjavík, Island) byl islandský politik, právník a diplomat, který se stal prvním prezidentem republiky na Islandu v letech 1944–1952.

## Život
Svein byl právník u Nejvyššího soudu po roce 1907 a v roce 1912 se stal členem městské rady v Reykjavíku, jako její prezident působil v letech 1918–1920. Byl také členem Althingu (parlamentu) v 1914–1916 a 1920, působil jako zvláštní vyslanec ve Spojených státech amerických (1914) a ve Velké Británii (1915). Zavedl první britsko-islandské obchodní dohody. Působil jako ministr pro Dánsko (1920–1924 a 1926–1941) a byl delegát na několika mezinárodních konferencích.
Island dosáhl nezávislosti v roce 1918. To zůstalo součástí Dánského království a jeho zahraniční politika byla vedena Dánskem až do začátku druhé světové války. Německá okupace Dánska 1940 nicméně vyústila k plnému oddělení Islandu od dánského státu a Svein byl zvolen regentem třikrát v letech 1941–1943 (za předpokladu, že všechny výsady islandských záležitostí byly drženy dánským králem). Sveinn Björnsson byl slavnostně zvolen prezidentem Islandské republiky v roce 1944 a byl znovu zvolen veřejným hlasováním v roce 1945 a 1949. Zůstal prezidentem až do své smrti.